# Danh sách di sản văn hóa Tây Ban Nha được quan tâm ở Palma de Mallorca
Danh sách di sản văn hóa Tây Ban Nha được quan tâm ở Palma de Mallorca.
| Tên                                                                  | Dạng                                                     | Địa điểm                                                               | Tọa độ                                          | Số hồ sơ tham khảo? | Ngày nhận danh hiệu? | Hình ảnh                                                                        |
| -------------------------------------------------------------------- | -------------------------------------------------------- | ---------------------------------------------------------------------- | ----------------------------------------------- | ------------------- | -------------------- | ------------------------------------------------------------------------------- |
| Nhà thờ Santa Margarita (Palma Mallorca)                             | Di tích Kiến trúc tôn giáo                               | Palma de Mallorca Calle de San Miguel, 69                              | 39°34′32″B 2°39′07″Đ / 39,575494°B 2,651872°Đ   | RI-51-0001215       | 18-03-1949           | Antiguo Convento de Santa Margarita · Upload image                              |
| Archivo Reino Mallorca                                               | Lưu trữ                                                  | Palma de Mallorca Crta. de Valldemossa, km.7                           | 39°35′13″B 2°39′02″Đ / 39,5870633°B 2,6506682°Đ | RI-AR-0000018       | 10-11-1997           | Upload image                                                                    |
| Baños árabes (Palma Mallorca)                                        | Di tích Kiến trúc dân sự                                 | Palma de Mallorca Calle Can Serra                                      | 39°34′01″B 2°39′04″Đ / 39,566888°B 2,651011°Đ   | RI-51-0000410       | 03-06-1931           | Baños Árabes (Palma de Mallorca) · Upload image                                 |
| Thư viện pública Estado                                              | Biblioteca                                               | Palma de Mallorca Plaza Porta Santa Catalina nº 24                     | 39°34′15″B 2°38′35″Đ / 39,5707634°B 2,6430357°Đ | RI-BI-0000006       | 25-06-1985           | Upload image                                                                    |
| Cámara Pompeyana                                                     | Di tích Kiến trúc dân sự                                 | Palma de Mallorca Calle Montenegro, 8                                  | 39°34′11″B 2°38′43″Đ / 39,569856°B 2,645142°Đ   | RI-51-0010185       | 21-03-2000           | Upload image                                                                    |
| Can Casasayas và Pensión Menorquina                                  | Di tích Kiến trúc dân sự                                 | Palma de Mallorca Plaza Mercat                                         | 39°34′16″B 2°38′57″Đ / 39,571202°B 2,649179°Đ   | RI-51-0010630       | 21-03-2001           | Can Casasayas y Pensión Menorquina · Upload image                               |
| Can Pinya (Hostal ses Figueres Moro)                                 | Di tích Khảo cổ học                                      | Palma de Mallorca                                                      | 39°32′35″B 2°44′22″Đ / 39,543064°B 2,739391°Đ   | RI-51-0002481       | 10-09-1966           | Upload image                                                                    |
| Can Weyler                                                           | Di tích Kiến trúc dân sự                                 | Palma de Mallorca Calle de la Paz                                      | 39°34′16″B 2°38′42″Đ / 39,570989°B 2,644905°Đ   | RI-51-0006935       | 13-05-1993           | Can Weyler · Upload image                                                       |
| Nhà Berga                                                            | Di tích Kiến trúc dân sự                                 | Palma de Mallorca Plaza Mercat                                         | 39°34′17″B 2°38′58″Đ / 39,571322°B 2,649482°Đ   | RI-51-0001246       | 05-02-1954           | Casa Berga · Upload image                                                       |
| Nhà Marqués Reguer Rullán                                            | Di tích Arquitectura civil                               | Palma de Mallorca Calle de Sant Jaume, 4                               | 39°34′20″B 2°38′51″Đ / 39,572203°B 2,647407°Đ   | RI-51-0007067       | 08-10-1992           | Casa del Marqués Reguer Rullán · Upload image                                   |
| Nhà Morell (Palacio Solleric)                                        | Di tích Arquitectura civil                               | Palma de Mallorca Paseo del Born, 25                                   | 39°34′15″B 2°38′48″Đ / 39,570932°B 2,646604°Đ   | RI-51-0000416       | 03-06-1931           | Casa Morell · Upload image                                                      |
| Nhà Oleo                                                             | Di tích Kiến trúc dân sự                                 | Palma de mallorca Calle Almudaina                                      | 39°34′08″B 2°38′59″Đ / 39,568832°B 2,649733°Đ   | RI-51-0004186       | 22-10-1975           | Upload image                                                                    |
| Nhà Rey                                                              | Di tích Kiến trúc dân sự                                 | Palma de mallorca Calle Forn del Racó, 1                               | 39°34′15″B 2°39′05″Đ / 39,570825°B 2,651292°Đ   | RI-51-0006957       | 04-06-1990           | Casa Rey · Upload image                                                         |
| Casa-palacio Verí                                                    | Di tích Arquitectura civil                               | Palma de Mallorca Calle Can Verí, 1                                    | 39°34′12″B 2°38′54″Đ / 39,570124°B 2,648284°Đ   | RI-51-0001227       | 16-02-1951           | Casa-palacio de Verí · Upload image                                             |
| Lâu đài Bellver                                                      | Di tích Arquitectura militar Castillo                    | Palma de Mallorca                                                      | 39°33′50″B 2°37′09″Đ / 39,563771°B 2,619268°Đ   | RI-51-0000411       | 03-06-1931           | Castillo de Bellver · Upload image                                              |
| Lâu đài Cabrera (Baleares)                                           | Di tích Kiến trúc quân sự Lâu đài                        | Palma de Mallorca Isla de Cabrera                                      | 39°09′06″B 2°55′54″Đ / 39,151767°B 2,931791°Đ   | RI-51-0008363       | 30-11-1993           | Castillo de Cabrera · Upload image                                              |
| Nhà thờ Santa María Palma Mallorca                                   | Di tích Arquitectura religiosa                           | Palma de Mallorca Calle Palau Reial                                    | 39°34′04″B 2°38′52″Đ / 39,56771°B 2,647776°Đ    | RI-51-0000406       | 03-06-1931           | Catedral de Santa María · Upload image                                          |
| Círculo Mallorquín, actualmente Parlamento Islas Baleares            | Di tích Kiến trúc dân sự                                 | Palma de mallorca Calle Palacio Real                                   | 39°34′07″B 2°38′53″Đ / 39,568748°B 2,648088°Đ   | RI-51-0006955       | 25-05-1990           | Círculo Mallorquín, actualmente Parlamento de las Islas Baleares · Upload image |
| Đồi phòng thủ Son Espanyol (Es Corral des Moros)                     | Di tích                                                  | Palma de Mallorca                                                      |                                                 | RI-51-0002500       | 10-09-1966           | Upload image                                                                    |
| Đồi phòng thủ Son Pelat Nou (Es Morro d'en Palou)                    | Di tích Khảo cổ học                                      | Palma de Mallorca                                                      | 39°35′41″B 2°46′05″Đ / 39,594636°B 2,768071°Đ   | RI-51-0002510       | 10-09-1966           | Upload image                                                                    |
| Palma Mallorca                                                       | Khu phức hợp lịch sử                                     | Palma de Mallorca Entorno del paseo del Born                           | 39°34′17″B 2°38′49″Đ / 39,57148°B 2,647018°Đ    | RI-53-0000046       | 11-06-1964           | Palma de Mallorca · Upload image                                                |
| Sector entre calles Industria, Fátima, Borguny và Antich             | Lịch sử và nghệ thuật Construcciones etnológicas Molinos | Palma de mallorca                                                      | 39°34′27″B 2°38′20″Đ / 39,574285°B 2,638853°Đ   | RI-53-0000249       | 13-11-1981           | Sector entre calles Industria, Fátima, Borguny y Antich · Upload image          |
| Quần thể tiền sử Es Clot Des Guix                                    | Di tích Khảo cổ học                                      | Palma de Mallorca Isla de Cabrera                                      | 39°09′37″B 2°57′39″Đ / 39,160361°B 2,960727°Đ   | RI-51-0003023       | 10-09-1966           | Upload image                                                                    |
| Quần thể tiền sử Son Ferrer (Can Muro)                               | Di tích Khảo cổ học                                      | Palma de Mallorca                                                      | 39°33′25″B 2°47′51″Đ / 39,556847°B 2,797542°Đ   | RI-51-0002502       | 10-09-1966           | Upload image                                                                    |
| Quần thể tiền sử Son Ferrer (Lo d'en Basset)                         | Di tích Khảo cổ học                                      | Palma de Mallorca                                                      |                                                 | RI-51-0002501       | 10-09-1966           | Upload image                                                                    |
| Quần thể tiền sử Son Mir (Es Pinaret)                                | Di tích Khảo cổ học                                      | Palma de Mallorca                                                      | 39°35′25″B 2°45′45″Đ / 39,590193°B 2,762506°Đ   | RI-51-0002505       | 10-09-1966           | Upload image                                                                    |
| Quần thể tiền sử Son Oms (Son Vidal Nou)                             | Di tích Khảo cổ học                                      | Palma de Mallorca Autovía aeropuerto                                   | 39°32′31″B 2°42′40″Đ / 39,541887°B 2,711222°Đ   | RI-51-0002508       | 10-09-1966           | Upload image                                                                    |
| Quần thể tiền sử Son Pelat Vell (Sa Garriga)                         | Di tích Khảo cổ học                                      | Palma de Mallorca                                                      | 39°35′39″B 2°46′26″Đ / 39,594206°B 2,774012°Đ   | RI-51-0002511       | 10-09-1966           | Upload image                                                                    |
| Quần thể talayótico Son Oms                                          | Di tích Khảo cổ học                                      | Palma de Mallorca                                                      |                                                 | RI-51-0001448       | 25-04-1963           | Upload image                                                                    |
| Consulado Mar (Mallorca)                                             | Di tích Kiến trúc dân sự                                 | Palma de mallorca Paseo de Sagrera                                     | 39°34′07″B 2°38′37″Đ / 39,568683°B 2,643676°Đ   | RI-51-0001608       | 23-04-1964           | Consulado del Mar · Upload image                                                |
| Tu viện San Francisco (Palma Mallorca)                               | Di tích Arquitectura religiosa                           | Palma de Mallorca Plaza de San Francisco                               | 39°34′07″B 2°39′10″Đ / 39,568742°B 2,652792°Đ   | RI-51-0000027       | 04-02-1981           | Convento de San Francisco · Upload image                                        |
| Tu viện Santa Clara (Palma Mallorca)                                 | Di tích Arquitectura religiosa                           | Palma de Mallorca Calle de Santa Clara                                 | 39°34′00″B 2°39′06″Đ / 39,566672°B 2,651645°Đ   | RI-51-0004443       | 04-12-1980           | Convento de Santa Clara y la Iglesia · Upload image                             |
| Tu viện Santa Isabel                                                 | Di tích Kiến trúc tôn giáo                               | Palma de Mallorca Calle de la Puerta de Camp, 7                        | 39°34′00″B 2°39′20″Đ / 39,56667°B 2,655526°Đ    | RI-51-0011182       | 28-12-2004           | Convento de Santa Isabel · Upload image                                         |
| Cruz Can Granada (Cruz Real)                                         | Di tích Hành trình                                       | Palma de Mallorca Camino Real                                          | 39°36′11″B 2°38′28″Đ / 39,603123°B 2,641187°Đ   | RI-51-0010352       | 25-09-1998           | Upload image                                                                    |
| Cruz Cổng Santa Catalina (Cruz oratorio San Magì)                    | Di tích Hành trình                                       | Palma de Mallorca Plaza Puerta de Sta. Catalina                        | 39°34′15″B 2°38′32″Đ / 39,570881°B 2,642284°Đ   | RI-51-0010337       | 25-09-1998           | Cruz de la Puerta de Sta. Catalina · Upload image                               |
| Cruz Real                                                            | Di tích Crucero                                          | Palma de Mallorca Monasterio de la Real                                | 39°36′11″B 2°38′28″Đ / 39,603152°B 2,641138°Đ   | RI-51-0010357       | 25-09-1998           | Upload image                                                                    |
| Cruz na Burguesa                                                     | Di tích Hành trình                                       | Palma de Mallorca                                                      |                                                 | RI-51-0010359       | 25-09-1998           | Upload image                                                                    |
| Cruz sa Porta des Camp                                               | Di tích Crucero                                          | Palma de Mallorca Plaza Porta des Camp                                 | 39°34′00″B 2°39′22″Đ / 39,566561°B 2,656203°Đ   | RI-51-0010346       | 25-09-1998           | Cruz de sa Porta des Camp · Upload image                                        |
| Cruz sa Vileta                                                       | Di tích Hành trình                                       | Palma de Mallorca Camino de Vileta - camino de los Reyes               | 39°35′20″B 2°37′28″Đ / 39,588849°B 2,624523°Đ   | RI-51-0010356       | 25-09-1998           | Cruz de sa Vileta · Upload image                                                |
| Cruz San Jorge                                                       | Di tích Hành trình                                       | Palma de Mallorca Calle San Jorge                                      | 39°33′21″B 2°46′34″Đ / 39,555708°B 2,775976°Đ   | RI-51-0010353       | 25-09-1998           | Upload image                                                                    |
| Cruz Son Rapinya                                                     | Di tích                                                  | Palma de Mallorca                                                      |                                                 | RI-51-0010355       | 25-09-1998           | Upload image                                                                    |
| Cruz Son Sardina                                                     | Di tích Hành trình                                       | Palma de Mallorca                                                      |                                                 | RI-51-0010358       | 25-09-1998           | Upload image                                                                    |
| Cruz claustro Convento Santa Isabel                                  | Di tích Hành trình                                       | Palma de Mallorca Convento de Santa Isabel                             | 39°34′00″B 2°39′18″Đ / 39,566639°B 2,655063°Đ   | RI-51-0010344       | 25-09-1998           | Upload image                                                                    |
| Cruz Huerto Cruz                                                     | Di tích                                                  | Palma de Mallorca                                                      |                                                 | RI-51-0010338       | 25-09-1998           | Upload image                                                                    |
| Cruz Rafal ở Sencelles                                               | Di tích                                                  | Palma de Mallorca                                                      |                                                 | RI-51-0010351       | 25-09-1998           | Upload image                                                                    |
| Cruz Virrey                                                          | Di tích Hành trình                                       | Palma de Mallorca Calle Gilabert de Centelles - Av. Alexandre Rosselló | 39°34′30″B 2°39′20″Đ / 39,574958°B 2,655671°Đ   | RI-51-0010350       | 25-09-1998           | Cruz del Virrey · Upload image                                                  |
| Hang Ca na Vidriera                                                  | Di tích Khảo cổ học                                      | Palma de Mallorca                                                      | 39°31′35″B 2°44′38″Đ / 39,526385°B 2,743864°Đ   | RI-51-0002484       | 10-09-1966           | Upload image                                                                    |
| Hang Ca s'Espirut                                                    | Di tích Khảo cổ học                                      | Palma de Mallorca                                                      | 39°31′58″B 2°44′18″Đ / 39,532761°B 2,738395°Đ   | RI-51-0002486       | 10-09-1966           | Upload image                                                                    |
| Hang Can Rius                                                        | Di tích Arqueología                                      | Palma de Mallorca                                                      | 39°32′12″B 2°43′55″Đ / 39,53672°B 2,732073°Đ    | RI-51-0002483       | 10-09-1966           | Upload image                                                                    |
| Hang Es Barranc                                                      | Di tích Khảo cổ học                                      | Palma de Mallorca                                                      | 39°35′37″B 2°45′41″Đ / 39,593541°B 2,761319°Đ   | RI-51-0002479       | 10-09-1966           | Upload image                                                                    |
| Hang s'Aljubet                                                       | Di tích Khảo cổ học                                      | Palma de Mallorca                                                      |                                                 | RI-51-0002477       | 10-09-1966           | Upload image                                                                    |
| Hang s'Hostal sa Garriga                                             | Di tích Khảo cổ học                                      | Palma de Mallorca                                                      |                                                 | RI-51-0002488       | 10-09-1966           | Upload image                                                                    |
| Hang sa Lạch Ganduf                                                  | Di tích Khảo cổ học                                      | Palma de Mallorca Isla de Cabrera                                      |                                                 | RI-51-0003025       | 10-09-1966           | Upload image                                                                    |
| Hang sa Cova des Burri                                               | Di tích Arqueología                                      | Palma de Mallorca Isla de Cabrera                                      |                                                 | RI-51-0003024       | 10-09-1966           | Upload image                                                                    |
| Hang sa Cova des Frare                                               | Di tích Khảo cổ học                                      | Palma de Mallorca Isla de Cabrera                                      |                                                 | RI-51-0003026       | 10-09-1966           | Upload image                                                                    |
| Hang sa Tháp d'en Pau                                                | Di tích Khảo cổ học                                      | Palma de Mallorca Isla de Cabrera                                      |                                                 | RI-51-0002517       | 10-09-1966           | Upload image                                                                    |
| Hang ses Cabres                                                      | Di tích Khảo cổ học                                      | Palma de Mallorca Isla de Cabrera                                      |                                                 | RI-51-0003027       | 10-09-1966           | Upload image                                                                    |
| Hang Son Bauzà (Sa Cova)                                             | Di tích Khảo cổ học                                      | Palma de Mallorca                                                      | 39°38′42″B 2°36′37″Đ / 39,644942°B 2,610211°Đ   | RI-51-0002499       | 10-09-1966           | Upload image                                                                    |
| Hang Son Maiol                                                       | Di tích Arqueología                                      | Palma de Mallorca                                                      | 39°38′39″B 2°37′40″Đ / 39,644287°B 2,627697°Đ   | RI-51-0002504       | 10-09-1966           | Upload image                                                                    |
| Hang Son Mosson                                                      | Di tích                                                  | Palma de Mallorca                                                      |                                                 | RI-51-0002506       | 10-09-1966           | Upload image                                                                    |
| Hang Son Sunyer Vell (Es Turó)                                       | Di tích Khảo cổ học                                      | Palma de Mallorca                                                      | 39°32′07″B 2°45′21″Đ / 39,535412°B 2,755817°Đ   | RI-51-0002514       | 10-09-1966           | Upload image                                                                    |
| Hang Xorrigo (Comellar d'en Torra)                                   | Di tích Khảo cổ học                                      | Palma de Mallorca                                                      |                                                 | RI-51-0002521       | 10-09-1966           | Upload image                                                                    |
| Hang Xorrigo (Sa Font)                                               | Di tích Khảo cổ học                                      | Palma de Mallorca                                                      |                                                 | RI-51-0002522       | 10-09-1966           | Upload image                                                                    |
| Tòa nhà "Can Serra"                                                  | Di tích Kiến trúc dân sự                                 | Palma de Mallorca Plaza José María Cuadrado                            | 39°34′11″B 2°39′15″Đ / 39,569605°B 2,654291°Đ   | RI-51-0006917       | 30-12-1992           | Upload image                                                                    |
| Tòa nhà viviendas Bar Triquet                                        | Di tích Kiến trúc dân sự                                 | Palma de mallorca Calle Sindicat - Av. Alexandre Rosselló              | 39°34′21″B 2°39′24″Đ / 39,572439°B 2,656592°Đ   | RI-51-0006939       | 23-03-1990           | Edificio de viviendas Bar Triquet · Upload image                                |
| Tòa nhà Banco España                                                 | Di tích Arquitectura civil                               | Palma de Mallorca Calle Banco                                          | 39°34′16″B 2°39′03″Đ / 39,571047°B 2,650749°Đ   | RI-51-0008759       | 11-03-1994           | Edificio del Banco de España · Upload image                                     |
| Ayuntamiento Palma Mallorca                                          | Di tích Arquitectura civil                               | Palma de Mallorca Plaza de Cort                                        | 39°34′10″B 2°39′00″Đ / 39,569449°B 2,650103°Đ   | RI-51-0000405       | 03-06-1931           | Fachada Principal de la Casa Consitorial · Upload image                         |
| Fuerte San Carlos (Palma Mallorca)                                   | Di tích Kiến trúc quân sự                                | Palma de Mallorca Portopí                                              | 39°32′47″B 2°37′23″Đ / 39,546377°B 2,623106°Đ   | RI-51-0005350       | 16-05-1988           | Upload image                                                                    |
| Gozo Virgen                                                          | Di tích Crucero                                          | Palma de Mallorca                                                      |                                                 | RI-51-0010345       | 25-09-1998           | Upload image                                                                    |
| Gran Hotel (Palma Mallorca)                                          | Di tích Kiến trúc dân sự                                 | Palma de mallorca Plaza Weyler                                         | 39°34′18″B 2°39′00″Đ / 39,571628°B 2,649935°Đ   | RI-51-0004379       | 03-10-1979           | Gran Hotel · Upload image                                                       |
| Grupo enterramiento Son sunyer (Es Estanys)                          | Di tích Khảo cổ học                                      | Palma de Mallorca                                                      |                                                 | RI-51-0002513       | 10-09-1966           | Upload image                                                                    |
| Habitación prehistórica Es Vincle Vell                               | Di tích Khảo cổ học                                      | Palma de Mallorca                                                      | 39°32′52″B 2°43′40″Đ / 39,547768°B 2,727735°Đ   | RI-51-0002520       | 10-09-1966           | Upload image                                                                    |
| Habitación prehistórica Illot Sa Galera                              | Di tích Khảo cổ học                                      | Palma de Mallorca                                                      | 39°32′05″B 2°42′25″Đ / 39,534767°B 2,706841°Đ   | RI-51-0002489       | 10-09-1966           | Upload image                                                                    |
| Nhà thờ Santa Cruz (Palma Mallorca)                                  | Di tích Kiến trúc tôn giáo                               | Palma de mallorca Calle Fuente del Olivo, 1                            | 39°34′14″B 2°38′35″Đ / 39,570528°B 2,642925°Đ   | RI-51-0005012       | 22-10-1976           | Iglesia de la Santa Cruz · Upload image                                         |
| Nhà thờ San Jaime                                                    | Di tích Kiến trúc tôn giáo                               | Palma de Mallorca Calle de San Jaime, 10                               | 39°34′22″B 2°38′52″Đ / 39,57273°B 2,647722°Đ    | RI-51-0011015       | 22-02-2005           | Iglesia de San Jaime · Upload image                                             |
| Nhà thờ Santa Eulalia (Palma Mallorca)                               | Di tích Arquitectura religiosa                           | Palma de Mallorca Plaza de Santa Eulalia                               | 39°34′09″B 2°39′04″Đ / 39,569295°B 2,651092°Đ   | RI-51-0000407       | 03-06-1931           | Iglesia de Santa Eulalia · Upload image                                         |
| Nhà thờ Santa Fe                                                     | Di tích Kiến trúc tôn giáo                               | Palma de Mallorca Plaza Santa Fe                                       | 39°33′59″B 2°39′19″Đ / 39,566302°B 2,655251°Đ   | RI-51-0011119       | 06-10-2004           | Upload image                                                                    |
| Nhà thờ Convento Santa Catalina Siena                                | Di tích Arquitectura religiosa                           | Palma de mallorca Calle San Miguel, 50                                 | 39°34′30″B 2°39′08″Đ / 39,575058°B 2,652263°Đ   | RI-51-0001604       | 20-02-1964           | Iglesia del Convento de Santa Catalina de Siena · Upload image                  |
| Nhà thờ Temple                                                       | Di tích Arquitectura religiosa                           | Palma de Mallorca Calle de Mateu Enric Lladó, 40                       | 39°34′03″B 2°39′20″Đ / 39,567384°B 2,655655°Đ   | RI-51-0000408       | 03-06-1931           | Upload image                                                                    |
| Nhà thờ và claustro antiguo Bệnh viện San Antonio Viana              | Di tích Kiến trúc tôn giáo                               | Palma de Mallorca Calle de San Miguel, 30                              | 39°34′25″B 2°39′08″Đ / 39,57362°B 2,652218°Đ    | RI-51-0004455       | 30-12-1980           | Iglesia y claustro del antiguo Hospital de San Antonio de Viana · Upload image  |
| Nhà thờ và Convento Santa Teresa Jesús (Nhà thờ và convento Teresas) | Di tích Kiến trúc tôn giáo                               | Palma de Mallorca Calle Tereses, 1                                     | 39°34′23″B 2°39′01″Đ / 39,573141°B 2,650262°Đ   | RI-51-0011596       | 14-02-2007           | Iglesia y Convento de Santa Teresa de Jesús · Upload image                      |
| Nhà thờ và tu viện Purísima Concepción                               | Di tích Kiến trúc tôn giáo                               | Palma de Mallorca Calle de la Concepción, 7                            | 39°34′24″B 2°38′45″Đ / 39,573224°B 2,645798°Đ   | RI-51-0011595       | 31-05-2007           | Iglesia y monasterio de la Purísima Concepción · Upload image                   |
| Inmueble Calle Marti Feliu, 7                                        | Di tích Kiến trúc dân sự                                 | Palma de Mallorca                                                      | 39°34′19″B 2°39′14″Đ / 39,571856°B 2,653855°Đ   | RI-51-0010184       | 21-03-2000           | Upload image                                                                    |
| Jardines Nazaret, Can Robert Palma                                   | Jardín histórico                                         | Palma de Mallorca                                                      | 39°33′28″B 2°37′32″Đ / 39,557898°B 2,625587°Đ   | RI-52-0000061       | 17-05-2002           | Upload image                                                                    |
| Jardines Son Berga Nou                                               | Jardín histórico                                         | Palma de Mallorca                                                      | 39°37′30″B 2°37′28″Đ / 39,624967°B 2,624433°Đ   | RI-52-0000057       | 20-12-2000           | Upload image                                                                    |
| Lonja Palma Mallorca                                                 | Di tích Kiến trúc dân sự                                 | Palma de Mallorca                                                      | 39°34′06″B 2°38′40″Đ / 39,568238°B 2,644475°Đ   | RI-51-0000409       | 03-06-1931           | Lonja de Palma de Mallorca · Upload image                                       |
| Medallón Cruz Término                                                | Di tích                                                  | Palma de Mallorca                                                      |                                                 | RI-51-0010339       | 25-09-1998           | Upload image                                                                    |
| Tu viện Real                                                         | Di tích Kiến trúc tôn giáo                               | Palma de Mallorca Camino Real                                          | 39°36′15″B 2°38′25″Đ / 39,604191°B 2,640361°Đ   | RI-51-0011230       | 23-02-2006           | Upload image                                                                    |
| Tường Mar (Cổng Conquista)                                           | Di tích Kiến trúc quân sự Tường thành                    | Palma de mallorca Paseo de Dalt Murada                                 | 39°33′57″B 2°39′03″Đ / 39,565873°B 2,650708°Đ   | RI-51-0000096       | 28-07-1908           | Muralla del Mar (Puerta de la Conquista) · Upload image                         |
| Bảo tàng Mallorca                                                    | Di tích                                                  | Palma de Mallorca Calle de la Portella, 5                              | 39°34′02″B 2°39′03″Đ / 39,567185°B 2,650715°Đ   | RI-51-0001310       | 01-03-1962           | Upload image                                                                    |
| Naveta Es Rafal (Es Molí)                                            | Di tích Khảo cổ học                                      | Palma de Mallorca                                                      | 39°34′18″B 2°46′35″Đ / 39,571585°B 2,776425°Đ   | RI-51-0002491       | 10-09-1966           | Upload image                                                                    |
| Nghĩa địa Cas Francés (Atalaya Moro)                                 | Di tích Khảo cổ học                                      | Palma de Mallorca                                                      | 39°32′53″B 2°45′20″Đ / 39,54801°B 2,755667°Đ    | RI-51-0002487       | 10-09-1966           | Upload image                                                                    |
| Nghĩa địa Sa Tháp Redona                                             | Di tích Khảo cổ học                                      | Palma de Mallorca                                                      | 39°32′19″B 2°42′57″Đ / 39,538664°B 2,715785°Đ   | RI-51-0002519       | 10-09-1966           | Upload image                                                                    |
| Nghĩa địa Son Alegre (Es Turó)                                       | Di tích Khảo cổ học                                      | Palma de Mallorca                                                      |                                                 | RI-51-0002498       | 10-09-1966           | Upload image                                                                    |
| Cung điện Can Catlar (Palacio Marqués Palmer)                        | Di tích Arquitectura civil                               | Palma de Mallorca Calle del Sol 7                                      | 39°34′05″B 2°39′09″Đ / 39,568043°B 2,652456°Đ   | RI-51-0003911       | 22-06-1973           | Palacio de Can Catlar · Upload image                                            |
| Palacio Real Almudaina                                               | Di tích Arquitectura civil                               | Palma de Mallorca Calle Palacio Real                                   | 39°34′05″B 2°38′50″Đ / 39,568094°B 2,647189°Đ   | RI-51-0000412       | 03-06-1931           | Palacio de la Almudaina · Upload image                                          |
| Cung điện Oleza                                                      | Di tích Kiến trúc dân sự                                 | Palma de Mallorca Calle Morey                                          | 39°34′05″B 2°39′02″Đ / 39,567996°B 2,65054°Đ    | RI-51-0003910       | 22-06-1973           | Upload image                                                                    |
| Cung điện Vivot                                                      | Di tích Kiến trúc dân sự                                 | Palma de Mallorca Calle Can Savellà                                    | 39°34′11″B 2°39′07″Đ / 39,569714°B 2,652059°Đ   | RI-51-0003909       | 22-06-1973           | Palacio de Vivot · Upload image                                                 |
| Khu dân cư amurallado Can Quitxero                                   | Di tích                                                  | Palma de Mallorca                                                      | 39°33′09″B 2°46′29″Đ / 39,55257°B 2,774612°Đ    | RI-51-0002482       | 10-09-1966           | Upload image                                                                    |
| Khu dân cư amurallado Sarriá (Es Garrigó)                            | Di tích Arqueología                                      | Palma de Mallorca                                                      | 39°38′18″B 2°35′07″Đ / 39,638467°B 2,585203°Đ   | RI-51-0002494       | 10-09-1966           | Upload image                                                                    |
| Tàn tích tiền sử Es Puig Santa María                                 | Di tích Khảo cổ học                                      | Palma de Mallorca Isla de Cabrera                                      | 39°09′32″B 2°57′22″Đ / 39,158995°B 2,956096°Đ   | RI-51-0003028       | 10-09-1966           | Upload image                                                                    |
| Tàn tích tiền sử Cas Correu Sa Tanca                                 | Di tích Arqueología                                      | Palma de Mallorca                                                      | 39°34′49″B 2°44′00″Đ / 39,580218°B 2,73343°Đ    | RI-51-0002485       | 10-09-1966           | Upload image                                                                    |
| Tàn tích tiền sử Es Rafal                                            | Di tích Arqueología                                      | Palma de Mallorca                                                      | 39°34′40″B 2°46′26″Đ / 39,577798°B 2,77396°Đ    | RI-51-0002492       | 10-09-1966           | Upload image                                                                    |
| Tàn tích tiền sử Es Tancat Prim                                      | Di tích Arqueología                                      | Palma de Mallorca                                                      | 39°30′54″B 2°46′38″Đ / 39,514985°B 2,777304°Đ   | RI-51-0002516       | 10-09-1966           | Upload image                                                                    |
| Tàn tích tiền sử s'Aljubet (Es Turó)                                 | Di tích Arqueología                                      | Palma de Mallorca                                                      | 39°34′34″B 2°45′05″Đ / 39,57613°B 2,751482°Đ    | RI-51-0002476       | 10-09-1966           | Upload image                                                                    |
| Tàn tích tiền sử s'Aljubet (Sa Tanca Espesa)                         | Di tích Khảo cổ học                                      | Palma de Mallorca                                                      |                                                 | RI-51-0002478       | 10-09-1966           | Upload image                                                                    |
| Tàn tích tiền sử Sarrià (Tanca Nova s'Hort)                          | Di tích Khảo cổ học                                      | Palma de Mallorca                                                      |                                                 | RI-51-0002497       | 10-09-1966           | Upload image                                                                    |
| Tàn tích tiền sử Son Fullana                                         | Di tích Khảo cổ học                                      | Palma de Mallorca                                                      | 39°32′56″B 2°47′16″Đ / 39,548794°B 2,787671°Đ   | RI-51-0002503       | 10-09-1966           | Upload image                                                                    |
| Tàn tích tiền sử Son Oliver Vell                                     | Di tích Khảo cổ học                                      | Palma de Mallorca                                                      | 39°33′05″B 2°46′19″Đ / 39,551303°B 2,77194°Đ    | RI-51-0002507       | 10-09-1966           | Upload image                                                                    |
| Tàn tích tiền sử Son Oms Vell                                        | Di tích Khảo cổ học                                      | Palma de Mallorca                                                      | 39°32′37″B 2°44′24″Đ / 39,543487°B 2,740089°Đ   | RI-51-0002509       | 10-09-1966           | Upload image                                                                    |
| Tàn tích tiền sử Son Sureda                                          | Di tích Khảo cổ học                                      | Palma de Mallorca                                                      |                                                 | RI-51-0002515       | 10-09-1966           | Upload image                                                                    |
| Tàn tích tiền sử Tháp Paraires                                       | Di tích Kiến trúc quân sự Tháp costera                   | Palma de Mallorca Barrio de Portopí                                    | 39°33′03″B 2°37′26″Đ / 39,550889°B 2,623861°Đ   | RI-51-0000014       | 03-03-1876           | Restos prehistóricos de Torre de Paraires · Upload image                        |
| Tàn tích tiền sử Tháp Percusa                                        | Di tích Arqueología                                      | Palma de Mallorca                                                      |                                                 | RI-51-0002390       | 10-09-1966           | Upload image                                                                    |
| Tàn tích tiền sử Turó                                                | Di tích Arqueología                                      | Palma de Mallorca Redonda                                              |                                                 | RI-51-0003032       | 10-09-1966           | Upload image                                                                    |
| Son Berga (Génova)                                                   | Di tích Kiến trúc quân sự                                | Palma de Mallorca Camino de los Reyes                                  | 39°34′06″B 2°36′15″Đ / 39,568325°B 2,60422°Đ    | RI-51-0008477       | 30-11-1993           | Son Berga (Génova) · Upload image                                               |
| Son Boter và Estudio Taller Sert                                     | Di tích Arquitectura civil                               | Palma de Mallorca Calle Joan de Saridakis, 29                          | 39°33′20″B 2°36′32″Đ / 39,555659°B 2,60899°Đ    | RI-51-0007251       | 30-09-1993           | Upload image                                                                    |
| Son Dureta                                                           | Di tích Kiến trúc quân sự                                | Palma de Mallorca                                                      |                                                 | RI-51-0008478       | 30-11-1993           | Upload image                                                                    |
| Talayote Can Pinya (Darrera ses cases)                               | Di tích Khảo cổ học Văn hóa talayótica                   | Palma de Mallorca                                                      |                                                 | RI-51-0002480       | 10-09-1966           | Upload image                                                                    |
| Talayote Sa Pleta (Sa Partió)                                        | Di tích Khảo cổ học Văn hóa talayótica                   | Palma de Mallorca                                                      | 39°36′03″B 2°43′39″Đ / 39,600855°B 2,727633°Đ   | RI-51-0002490       | 10-09-1966           | Upload image                                                                    |
| Talayote Sarriá (Puig N'auba, Es Caragol)                            | Di tích Khảo cổ học Văn hóa talayótica                   | Palma de Mallorca                                                      | 39°38′53″B 2°36′09″Đ / 39,648078°B 2,602396°Đ   | RI-51-0002495       | 10-09-1966           | Upload image                                                                    |
| Talayote Sarriá (Puig des Gat)                                       | Di tích Khảo cổ học Văn hóa talayótica                   | Palma de Mallorca                                                      | 39°38′39″B 2°36′13″Đ / 39,644108°B 2,603596°Đ   | RI-51-0002496       | 10-09-1966           | Upload image                                                                    |
| Talayote Sarriá (Ses Clavegueres)                                    | Di tích Khảo cổ học Văn hóa talayótica                   | Palma de Mallorca                                                      | 39°38′39″B 2°36′13″Đ / 39,644181°B 2,603585°Đ   | RI-51-0002493       | 10-09-1966           | Upload image                                                                    |
| Talayote Son Rullán                                                  | Di tích Khảo cổ học Văn hóa talayótica                   | Palma de Mallorca                                                      | 39°35′39″B 2°44′06″Đ / 39,594188°B 2,735124°Đ   | RI-51-0002512       | 10-09-1966           | Upload image                                                                    |
| Tháp d'en Pau                                                        | Di tích Kiến trúc quân sự Tháp                           | Palma de Mallorca Coll d'en Rabassa                                    | 39°32′58″B 2°41′35″Đ / 39,54954°B 2,693027°Đ    | RI-51-0008474       | 30-11-1993           | Torre d'en Pau · Upload image                                                   |
| Tháp Señales Portopí                                                 | Di tích Kiến trúc quân sự Tháp                           | Palma de Mallorca Portopí                                              | 39°32′55″B 2°37′24″Đ / 39,548556°B 2,623383°Đ   | RI-51-0004926       | 04-08-1983           | Torre de Señales de Portopí · Upload image                                      |
| Tháp Son Armadans                                                    | Di tích Kiến trúc quân sự Tháp                           | Palma de Mallorca Calle Alférez Cerdà                                  | 39°34′10″B 2°37′43″Đ / 39,569575°B 2,628675°Đ   | RI-51-0008476       | 30-11-1993           | Upload image                                                                    |
| Tháp Son Oms                                                         | Di tích Kiến trúc quân sự Tháp                           | Palma de Mallorca Camino de Can Capó                                   | 39°32′43″B 2°44′41″Đ / 39,545264°B 2,744754°Đ   | RI-51-0008480       | 30-11-1993           | Upload image                                                                    |
| Tháp Illetas                                                         | Di tích Kiến trúc quân sự Tháp                           | Palma de Mallorca                                                      |                                                 | RI-51-0008475       | 30-11-1993           | Upload image                                                                    |
| Torre-vestigio fortificación musulmana calle Sant Pere               | Di tích Kiến trúc quân sự                                | Palma de Mallorca                                                      |                                                 | RI-51-0008757       | 28-04-1994           | Upload image                                                                    |